# Rozsdásszárnyú pacsirtaposzáta
A rozsdásszárnyú pacsirtaposzáta (Cincloramphus mathewsi) a verébalakúak (Passeriformes) rendjébe, ezen belül a tücsökmadárfélék (Locustellidae) családjába és a Megalurus nembe tartozó faj. Egyes rendszerezések a Cincloramphus nembe sorolják. A hím 19-21, a tojó 17-18 centiméter hosszú. Ausztrália bozótos füves területein él. Apró gerinctelenekkel és magvakkal táplálkozik. Augusztustól februárig költ. A költést követően egyes állományai a hűvösebb területekre vonulnak.

## Fordítás
- Ez a szócikk részben vagy egészben  a   Rufous songlark című angol Wikipédia-szócikk fordításán alapul.  Az eredeti cikk szerkesztőit annak laptörténete sorolja fel. Ez a jelzés csupán a megfogalmazás eredetét és a szerzői jogokat jelzi, nem szolgál a cikkben szereplő információk forrásmegjelöléseként.